# Mpongwe (distrikt)
Mpongwe är ett distrikt i provinsen Copperbelt Province i Zambia som ligger sydväst om staden Luanshya i Kopparbältet. Kazungula blev distrikt 1998. Distriktet hade 93 380 invånare 2010.
Staden och huvudorten Mpongwe har vuxit upp runt en missionsstation, som grundades av Fribaptistsamfundet 1931. Distriktet Mpongwe har två distriktssjukhus, varav Mpongwe Mission Hospital är det ena.